# 젊음의 초상
《젊음의 초상》(영어: Racing with the Moon)은 미국에서 제작된 리처드 벤저민 감독의 1984년 드라마 영화이다. 숀 펜 등이 출연하였고, 존 콘 등이 제작에 참여하였다. 방영명은 입영전야이다.

## 출연진
- 숀 펜
- 엘리자베스 맥거번
- 니컬러스 케이지
- 존 칼린
- 루타니아 올다
- 맥스 쇼월터
- 밥 마로프
- 크리스핀 글러버
- 바버라 하워드
- 이브 브렌트
- 팻 캐럴
- 마이클 매드슨
- 데이나 카비
- 마이클 탤벗
- 캐럴 케인

## 기타 제작진
- 미술: 데이비드 L. 스나이더